# Girls Just Shauna Have Fun
«Girls Just Shauna Have Fun» (укр. «Шона просто хоче веселитися») — дев'ятнадцята серія тридцять третього сезону мультсеріалу «Сімпсони», прем'єра якої відбулась 1 травня 2022 року у США на телеканалі «Fox».

## Сюжет
Під час уроку музики у Спрінґфілдській початковій школі до класу входить директор Скіннер. Він оголошує, що через травму саксофоніста в оркестрі Спрінґфілдської старшої школи Лісу Сімпсон запросили на заміну.
За вечерею Ліса починає розповідати про свій перший день у новому музичному класі. Раптово вона виявляє, що залишила свої ноти у школі. Ліса йде за ними ввечері, після занять і виявляє, що Шона додатково репетирує гру на барабанах. Хоча спершу Шона знову злиться на Лісу, але вона змінює свою думку і запрошує дівчинку на наступний день до себе додому. У будинку Чалмерзів Шона теж злиться на свого батька, тож дівчата їдуть у Спрінґфілдський торговий центр. Щоб пропустити Лісу на фільм для дорослих, Шона говорить, що вона ― «старша сестра» Ліси, що дуже тішить останню.

Чалмерз з Гомером вивчають траппістське пивоваріння

Гомер йде забрати Лісу, і зустрічає Чалмерза. Той дає Гомеру спробувати його крафтове траппістське пиво, яким Гомер дійсно насолоджується. Ґері навчає Гомера варити його. Згодом удвох вони засвоюють братство і Чалмерз довіряє Гомерові заварити наступну партію пива.
Тим часом Мардж стурбована впливом Шони на Лісу. У своїй кімнаті Ліса штовхає Шону пройти прослуховування на передового барабанщика у маршовому оркестрі. Шона неохоче погоджується, і знищує конкурентів своїм талантом і отримує посаду. Після виступу Тревор, квотербек шкільної футбольної команди, запрошує їх на вечірку для підлітків з умовою: із собою принести пиво.
Тим часом Чалмерз і Гомер створюють свій новий лейбл пива. Щоб непомітно взяти ящик пива, Шона змушує Лісу відволікти татів музичним виступом в будинку. Радіючи за дітей Гомер випадково натиснув на пульт від гаражних дверей Чалмерза. В результаті підлітки беруть не один ящик, а все пиво Чармерза-Сімпсона…
На вечірці підлітки захоплені виступом Ліси, але коли батьки Тревора йдуть, вечірка перетворюється на хаос, коли Тревор приносить пиво. Чалмерз і Гомер дізнаються про вкрадене пиво. Здогадавшись, що до цього причетна донька, Ґері перевіряє «Instagram» Шони, і де проводиться вечірка. Ліса, яку Шона залишила загубилася серед вечірки. У розпачі дівчинка викликає поліцію, якраз тоді, як Чалмерз і Гомер прибувають. За кілька хвилин приїжджає поліція і затримує їх за те, що вони розпивали підліткам алкоголь. Однак Лу дізнається, що пиво не містить алкоголю, оскільки Гомер забув додати дріжджі, тож і підлітки насправді не п'яні, а пивоварів відпустили.
Ліса розповідає Гомеру, як сильно вона ненавидить Шону за те, що вона кинула її і більше ніколи не хоче її бачити. Вдома Ліса примирюється з Меґґі, яка сердилася на неї за те, що вона ігнорувала її як сестру. Коли Гомер і Мардж виходять з дому, щоб трохи розважитися, до дітей приходить няня, Шона. Вона говорить Лісі, що коли Ліса пішла з оркестру, Шона також покинула гурт. Зрештою дівчата миряться і знову починають імпровізувати на своїх інструментах.

## Цікаві факти та культурні відсилання
- У серії тричі звучить початкова тема із серіалу «Гаваї 5.0»[1].
- Містер Орландо називає Шону Джеймсом Корденом, тому що вона з'явилась із запізненням (англ. late show). Це відсилання до «Дуже пізнього шоу з Джеймсом Корденом» (англ. «The Late Late Show with James Corden»)[2].
- Містер Орландо каже, що «Supertramp» не надавали оркестру права на пісню «Goodbye Stranger»[3].
- У кімнаті Шони є постер з Квіллобі і групою «The Snuffs» із серії 32 сезону «Panic on the Streets of Springfield»[4]. Відсилання додав співвиконавчий продюсер цього епізоду Тім Лонг, який був сценаристом серії «Panic on the Streets of Springfield»[5]
- Чалмерз порівнює себе і Шону з дівчатами Ґілмор і називає себе Лорелай, головною героїнею телесеріалу[6].

## Ставлення критиків і глядачів
Під час прем'єри серію переглянули 1,03 млн осіб, з рейтингом 0.3, що зробило її другим найпопулярнішим шоу на каналі «Fox» тієї ночі, після «Сім'янина».
Тоні Сокол з «Den of Geek» дав серії чотири з п'яти зірок, сказавши:
|  | Це ― весела серія, наповнена емоційними елементами, дотепами та візуальними приколами. Це оригінальний сюжет, який рухається природно, з ефективним загальним розвитком персонажів. Це також дозволяє Шоні вийти без попередження. |

Водночас, Маркус Ґібсон із сайту «Bubbleblabber» оцінив серію на 6/10, сказавши:
|  | Це ― відповідна серія, присвячена пристрасті Ліси до музики. Однак, пізніше епізод піддається звичайним шкільним стереотипам, які він висміює. В результаті вийшла трохи ненатхненна серія, наповнена передбачуваними елементами і неприємною «старшою сестрою» Ліси. Тут не обійшлося без кількох моментів, які вартують усмішки… Однак, цей епізод далеко не такий веселий, як я думав. |

У січні 2023 року сценариста серії Джеффа Вестбрука було номіновано на премію Гільдії сценаристів Америки в області анімації 2022 року.
Згідно з голосуванням на сайті The NoHomers Club більшість фанатів оцінили серію на 4/5 із середньою оцінкою 3,65/5.